# Modalidades de los signos
Las modalidades de los signos en Astrología son unas cualidades que se asignan a cada signo zodiacal: fijo, cardinal o mutable. Esta disciplina asigna a
estas particularidades características significativas.

## Signos cardinales
Son aquellos signos que se encuentran en los cuatro extremos de los puntos conocidos como equinoccios y solsticios del círculo zodiacal. Existen cuatro signos cardinales: Aries, Cáncer, Libra y Capricornio.
Se denomina equinoccio al momento del año en que los días tienen una duración igual a la de las noches en todos los lugares de la Tierra, excepto en los polos. Ocurre dos veces por año: el 20, 21 o 22 de marzo y el 21, 22 o 23 de septiembre en el Hemisferio norte. Debido a su fecha de ocurrencia se asocian a los signos Aries y Libra con el Equinoccio.
Los solsticios son aquellos momentos del año en los que el Sol alcanza su máxima posición meridional o boreal, es decir, una máxima declinación norte (+23º 27') y máxima declinación sur (-23º 27') con respecto al ecuador terrestre. En el solsticio de verano del hemisferio norte el sol alcanza el cenit al mediodía sobre el trópico de Cáncer y en el solsticio de invierno alcanza el cenit al mediodía sobre el trópico de Capricornio. Ocurre dos veces por año: el 20, 21 o 22 de junio y el 21, 22 o 23 de diciembre de cada año. Debido a sus fechas de ocurrencia se asocian a los signos Cáncer y Capricornio con el solsticio.
Estos signos cardinales están ligados al "dinamismo", a los cambios constantes y la evolución.

## Signos fijos
Estos signos le siguen a los cardinales en el círculo del zodíaco, siendo estos Tauro, Leo, Escorpio y Acuario.
El nombre de signos "fijos" se le ha dado por el hipotético temperamento fijo o rígido que se les asigna en la astrología.

## Signos mutables
Son Géminis, Virgo, Sagitario y Piscis.
Tambien se les suele llamar "dobles", por contener dos rasgos básicos opuestos (caracteristicas cardinales y fijas) en una misma personalidad.
- Datos: Q3317768